# Friedrich Lang (hidroplánpilóta)
Friedrich Lang az Osztrák–Magyar Monarchia öt légi győzelmet arató ászpilótája volt az első világháborúban.

## Élete
Friedrich Lang születési helye és ideje nem ismert. A gimnázium után 1912-ben belépett a haditengerészethez, és ez év szeptemberében elkezdte a tengerészeti hadapródiskolát. 1914. február 1-én kezdte el szolgálatát hadapródként. A világháború kitörésekor az SMS Balaton rombolón végezte munkáját, ahol 1915 júliusában előléptették tengerészzászlóssá. 1916 márciusában kérelmezte áthelyezését a tengerészeti repülőkhöz. A pólai flottabázison elvégezte a pilótatanfolyamot, és júniusban megkapta igazolványát. Eközben május 1-én fregatthadnaggyá nevezték ki. Egy rövid időre a kumbori repülőállomásra vezényelték, majd a durazzói flottatámaszpontra került. 1916. augusztus 22-én hat olasz Farman bombázó támadta meg a bázist, amikkel csak Lang (és Franz Kohlhauser gépész) Lohner légicsónakja, valamint a 6. repülőszázadból Julius Arigi és Lasi János felderítőgépe vette fel a harcot. A Shkumbin folyó torkolatában zajló közel egyórás légi csatában öt olasz gép veszett oda: közülük kettőnek lelövésében Langék is tevékeny szerepet vállaltak. 
1917 januárjában Langot áthelyezték a pólai flottabázisra, ahol a haditengerészet felállított egy vadászrepülő-osztagot. 1918. május 19-én Lang és három társa Phönix D.I gépeikkel a Pó torkolatától kb 35 km-re járőröztek, és összefutottak két olasz felderítővel és az őket kísérő négy Macchi M.5 repülőcsónakkal; közülük Langnak két M.5-öst sikerült lelőnie. 
1918. augusztus 12-én legyőzött egy Macchi M.3 repülőcsónakot, és megszerezte ötödik légi győzelmét. 
A háború után 1919 márciusában leszerelt. További élete és halálának időpontja nem ismert.

## Kitüntetései
- Vaskorona-rend III. osztály a hadidíszítménnyel és kardokkal
- Katonai Érdemkereszt III. osztály hadidíszítménnyel és kardokkal (kétszer)
- Ezüst Katonai Érdemérem hadiszalagon, kardokkal
- Bronz Katonai Érdemérem hadiszalagon, kardokkal
- Ezüst Vitézségi Érem II. osztály

## Győzelmei
| Sorszám | Beosztási hely | Dátum               | Repülőgép     | Ellenfél   |
| ------- | -------------- | ------------------- | ------------- | ---------- |
| 1       | Durazzo        | 1916. augusztus 22. | Lohner (L131) | Farman     |
| 2       | Durazzo        | 1916. augusztus 22. | Lohner (L131) | Farman     |
| 3       | Pola           | 1918. május 19.     | Phönix D.I    | Macchi M.5 |
| 4       | Pola           | 1918. május 19.     | Phönix D.I    | Macchi M.5 |
| 5       | Pola           | 1918. augusztus 12. | Phönix D.I    | Macchi L.3 |